# Stazione di Ardara
La stazione di Ardara è una stazione ferroviaria (chiusa al pubblico) posta sulla ferrovia Ozieri Chilivani-Porto Torres Marittima, nei pressi del centro abitato di Ardara.

## Storia

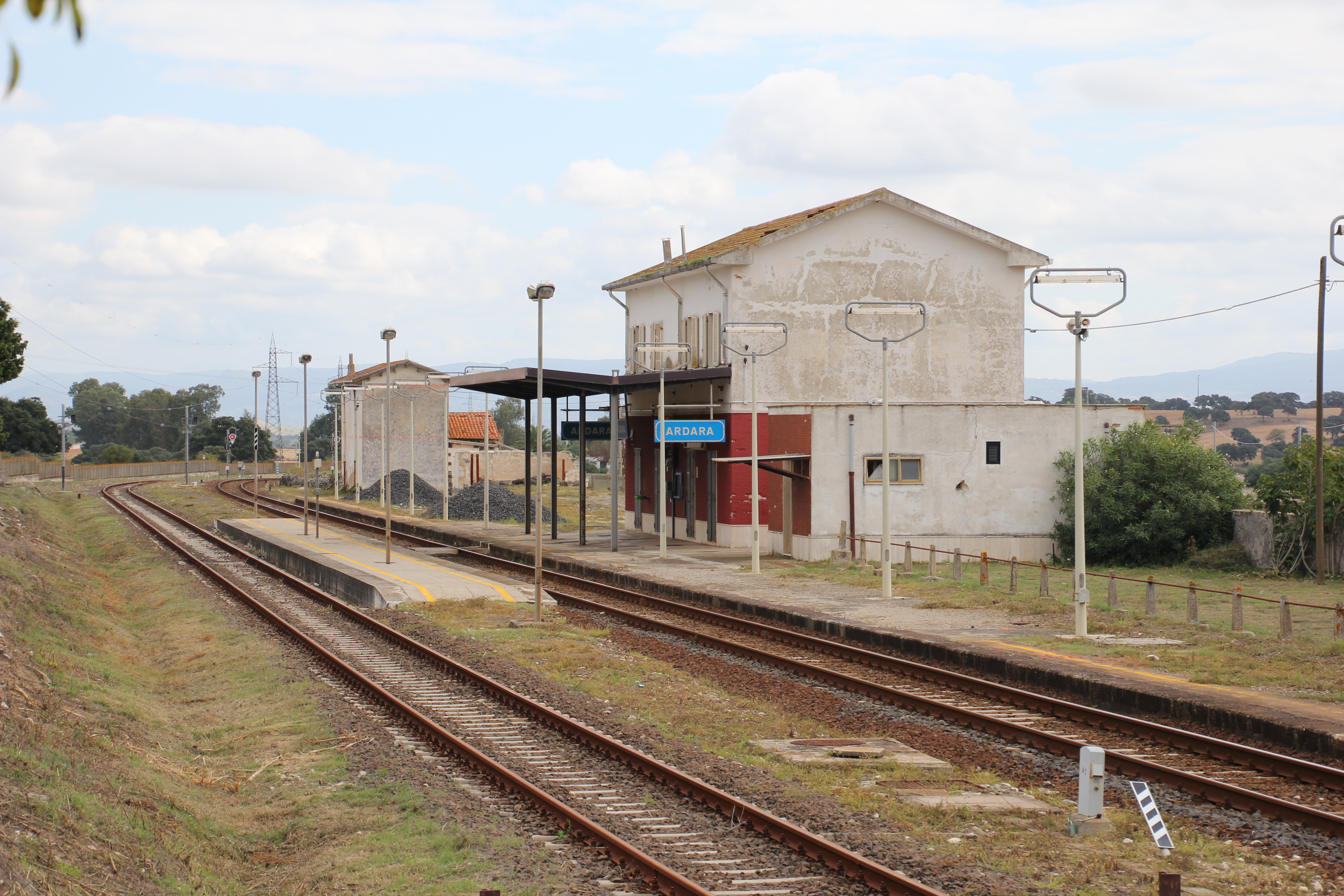
Nella stazione dal 2008 non viene più effettuato alcun tipo di servizio commerciale

Lo scalo ferroviario di Ardara nacque negli anni settanta dell'Ottocento su iniziativa della Compagnia Reale delle Ferrovie Sarde, società che si occupò della costruzione della rete ferroviaria a scartamento ordinario in Sardegna. In quel decennio furono portati a conclusione i lavori di realizzazione della strada ferrata tra Porto Torres e la stazione di Ozieri-Chilivani (sulla costruenda Dorsale Sarda), il cui percorso si snodò nelle campagne a nord dell'abitato di Ardara, la cui stazione fu inaugurata, insieme al tronco tra Ploaghe e Chilivani, il 6 dicembre 1874.
Dopo i primi decenni di attività sotto il controllo delle "Ferrovie Reali", l'impianto passò come il resto della linea alla gestione delle Ferrovie dello Stato nel 1920 ed in seguito alla controllata Rete Ferroviaria Italiana nel 2001. Tra la fine del Novecento e i primi anni duemila lo scalo andò incontro ad un progressivo ridimensionamento, con la dismissione dello scalo merci e la cessazione del servizio viaggiatori nell'impianto a partire dal 14 dicembre 2008. Da allora la stazione è attiva per esclusive finalità di servizio e all'occorrenza come Posto di Precedenze.

## Strutture e impianti

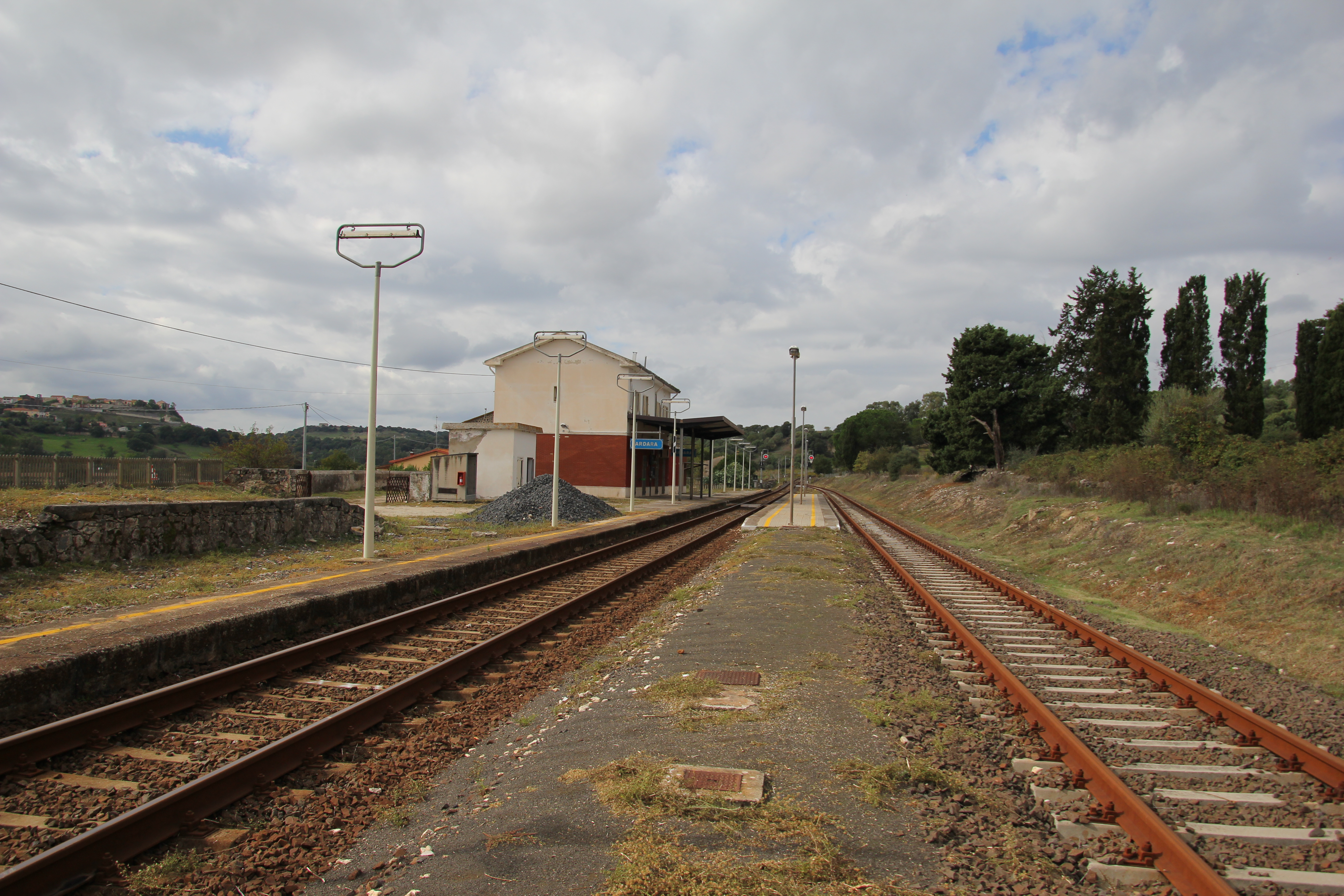
I due binari dell'impianto visti in direzione Sassari: sulla sinistra quello di corsa e sulla destra quello deviato

La stazione, avente caratteristiche di scalo passante, presenta una configurazione del piano del ferro con due binari, di cui il primo di corsa ed il secondo passante, dotato inoltre di un'estensione tronca in direzione Chilivani. In precedenza un ulteriore tronchino terminava a est del fabbricato viaggiatori, nell'area di quello che era lo scalo merci della stazione, dotato anche di un piano caricatore. In quest'area dello scalo sorgeva in passato anche una torre dell'acqua, demolita in seguito.
Gli edifici dell'impianto si trovano a sud del piazzale binari: il maggiore di essi è il fabbricato viaggiatori, realizzato a pianta rettangolare con sviluppo su due piani (più tetto a falde in laterizi), dotata di quattro luci di apertura sui lati maggiori, e chiuso al pubblico. Sul lato ovest di questa costruzione trova posto l'edificio delle ritirate (anch'esso non accessibile), mentre in direzione Chilivani trovano posto un piccolo magazzino e, nell'ex area merci, due ulteriori fabbricati di servizio.

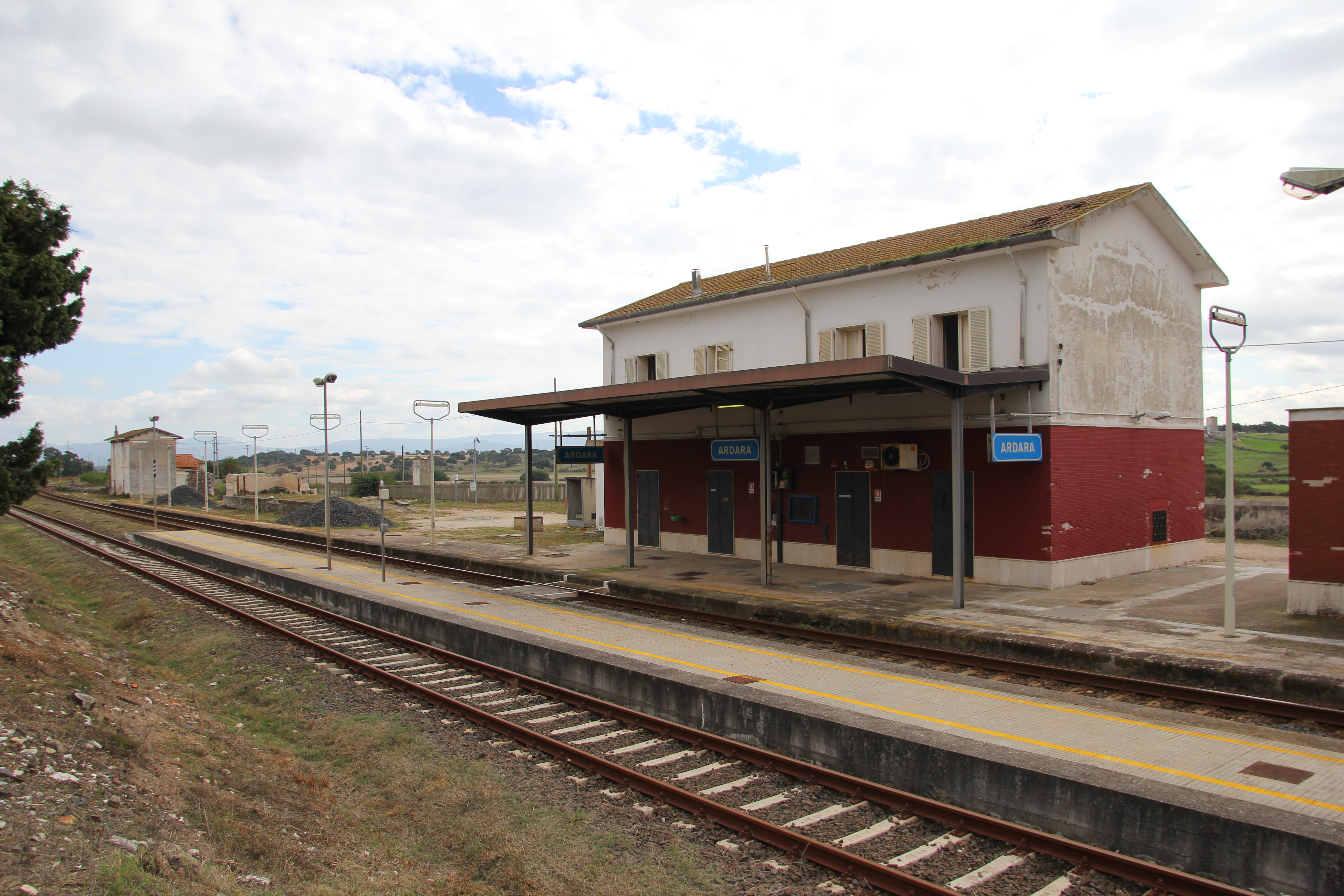
Il fabbricato viaggiatori della stazione

La stazione è impresenziata ed il movimento nell'impianto è controllato in remoto dal DCO di Cagliari.

## Movimento
Dal dicembre 2008 la stazione è disabilitata al servizio viaggiatori, e nessun convoglio vi effettua sosta. In precedenza lo scalo era raggiunto dai treni regionali espletati dalle Ferrovie dello Stato e successivamente da Trenitalia.

## Interscambi
All'altezza del bivio d'accesso alla stazione era presente una fermata delle autolinee extraurbane, in uso da parte dell'ARST anche dopo la cessazione del servizio viaggiatori nello scalo.
- Fermata autobus.